# Григорьевка (Аккайынский район)
Григорьевка (каз. Григорьевка) — село в Аккайынском районе Северо-Казахстанской области Казахстана. Село входит в состав Григорьевского сельского округа. Код КАТО — 595839200.

## География
Расположено около озера Обалы. В 4,8 км к северу находится озеро Харьковское, в 5 км к западу находится озеро Жалтыр.

## История
Село основано в 1896 году переселенцами, приехавшими на место расположения села на день Григория (отсюда и название).

## Население
В 1999 году численность населения села составляла 311 человек (167 мужчин и 144 женщины). По данным переписи 2009 года, в селе проживало 87 человек (43 мужчины и 44 женщины).